# 正しいアクのすくい方
『正しいアクのすくい方』（ただしいアクのすくいかた）は、柊晴空による日本のライトノベル。イラストは白羽奈尾。富士見ファンタジア文庫（富士見書房）より2011年7月からされている。第2回ネクスト ファンタジア大賞最終選考作。

## あらすじ
自ら提示した、深夜の街で出会った少女の『お兄ちゃん大好き、わたしのこと好きにしていいよ』という交渉(?)に乗せられて海野修輔は謎の組織「シューティングスター」に入団。アクとの戦いに巻き込まれることになり、勧誘してきたユズやメンバー達との同居生活をすることになる。

## 登場人物
海野修輔
本作の主人公。アクとの戦いに巻き込まれる。明るい馬鹿で、集団生活でもそれは変わらない。女性に対する変態発言が目立ち、行動も迷惑極まりない。しかし、心にはあることで傷を負っている。アク退治では尻込みしていたものの、メンバーを身を呈して救おうとする一面もある。
ユズ
シューティングスターのメンバー。修輔を勧誘した張本人。ツインテールの美少女。尊大な態度で勧誘を持ちかける。

## 用語
アク
人間の邪気から生まれる。
スクイビト
アクを退治する人員。
シューティングスター
アクを退治するスクイビトの軍団。

## 既刊一覧
- 柊晴空（著）・白羽奈尾（イラスト） 『正しいアクのすくい方』 富士見書房〈富士見ファンタジア文庫〉、既刊2巻（2011年11月19日現在）
  1. 2011年7月20日発売[2]、ISBN 978-4-8291-3663-8
  2. 2011年11月19日発売[3]、ISBN 978-4-8291-3705-5